# 와룡암
와룡암(臥龍庵)은 대한민국 전북특별자치도 진안군에 있는, 조선 효종 원년(1650)에 궁구당 김중정이 병자호란 때 벼슬을 버리고 은거하던 중 유생을 가르치기 위해 세운 암자이다. 1984년 4월 1일 전라북도의 문화재자료 제18호로 지정되었다.

## 참고 자료
- 와룡암 - 국가유산청 국가유산포털